# ماریو فریک
ماریو فریک (انگلیسی: Mario Frick؛ زادهٔ ۸ مهٔ ۱۹۶۵) سیاستمدار، و وکیل اهل لیختن‌اشتاین بود. او از دسامبر ۱۹۹۳ تا آوریل ۲۰۰۱ نخست‌وزیر لیختن‌اشتاین بود.